# Mynock
Un mynock es una criatura de ficción del universo de Star Wars que aparece en el episodio V de la saga, titulado en castellano El Imperio contraataca.
A diferencia de otros seres vivos, el mynock está hecho de tejidos de silicio. La criatura con una longitud de 1,6 metros y una envergadura de 1,25 metros está protegida de los elementos externos por una estructura similar a una piel. Sus alas coriáceas le dan el aspecto de un murciélago. Es uno de los pocos organismos que pueden sobrevivir en el vacío del espacio exterior, razón por la cual está muy extendido en muchos sistemas estelares. Su alimento es la electricidad (razón por la cual daña a las naves espaciales y las deja sin energía), la radiación de las estrellas, el silicio y otros minerales, que obtiene de los asteroides. El exogorth, que también vive en el espacio exterior, a veces caza mynocks, sin embargo, en el interior del gusano gigante, los mynocks no digeridos pueden convertirse en parásitos. Debido a que tiene alas, el mynock puede volar en la atmósfera. Se reproduce por mitosis. Durante las migraciones anuales, los mynocks se reúnen en grandes grupos. Por ejemplo, el cielo de un planeta llamado Roon se oscurece cuando enormes hordas de mynocks vuelan sobre él.
Mientras el Halcón Milenario huía de la flota del Imperio Galáctico en el campo de asteroides, encontraron una cueva para poderse refugiar del Imperio. Luego, los pasajeros son alterados por un ataque de mynocks (que se alimentaban de la energía del Halcón Milenario). Han Solo dispara una descarga con su bláster y hace mover el asteroide. Luego se dan cuenta de que el túnel era el interior de un exogorth, según las palabras de Solo: "No es una cueva".  Esto obliga al Halcón a salir del asteroide y enfrentarse a la flota imperial.